# Флаг городского округа Шатура
Флаг городского округа Шату́ра Московской области Российской Федерации — опознавательно-правовой знак, служащий официальным символом муниципального образования.
Первоначально данный флаг был утверждён 17 апреля 2003 года (как флаг муниципального образования «Шатурский район», после муниципальной реформы 2006 года — Шатурский муниципальный район) и внесён в Государственный геральдический регистр Российской Федерации с присвоением регистрационного номера 1185.
25 апреля 2012 года, решением Совета депутатов Шатурского муниципального района № 15/31, в предыдущее решение было внесено дополнение, устанавливающее флаг муниципального образования «Шатурский район» официальным символом муниципального образования «Шатурский район».
25 апреля 2012 года, решением Совета депутатов Шатурского муниципального района № 16/31, в связи с изменением статуса муниципального образования «Шатурский район», флаг муниципального образования «Шатурский район» установлен официальным символом Шатурского муниципального района, а также было утверждено положение о флаге в новой редакции, оставив при этом без изменений описание и рисунок флага.
Законом Московской области от 21 февраля 2017 года № 20/2017−ОЗ все муниципальные образования Шатурского муниципального района были преобразованы в городской округ Шатура.
Решением Совета депутатов городского округа Шатура от 29 ноября 2017 года № 6/45 флаг Шатурского муниципального района был утверждён официальным символом городского округа Шатура.

## Описание
«Флаг городского округа Шатура представляет собой зелёное прямоугольное полотнище с соотношением ширины к длине 2:3, воспроизводящее смещённые к древку жёлтые фигуры из гербовой композиции: летящего с воздетыми крыльями журавля и выходящее в левом углу от древка солнце. Вдоль нижнего края полотнища синяя полоса в 1/6 ширины полотнища, отделённая от зелёной узкой жёлтой полосой в 1/40 ширины полотнища».

## Обоснование символики
Флаг муниципального образования «Шатурский район» Московской области составлен на основании герба Шатурского района по правилам и соответствующим традициям вексиллологии и отражает исторические, культурные, социально-экономические, национальные и иные местные традиции.
За основу композиции флага Шатурского района взято его особенное географическое расположение на территории Московской области — это самый восточный приграничный район области. Во все фигуры флага заложена многозначная символика.
Журавль — символ бдительности и преданности, олицетворяет жизненную силу, абсолютный дух и чистое сознание, передаёт изумительную по красоте природу Шатурского края.
Кроме того, журавль, взмывающий в небо, означает стремление к совершенству, в будущее.
Восходящее солнце — символ созидательной силы, аллегорически говорит о том, что жители Шатурского района первыми в Московской области встречают восход солнца, а значит, и наступление нового дня. Возникающее солнце — символ творящего первоначала, являясь источником тепла, мира и согласия, изливает на землю поток жизнетворных сил, а на людей — свою благодать. Люди солнца — мудрые, верные, надёжные друзья.
Жёлтый цвет (золото) — символ прочности, богатства, величия, интеллекта и прозрения.
Синяя часть полотнища аллегорически показывает, что в районе насчитывается около 300 озёр.
Синий цвет (лазурь) — символ чести, славы, преданности, истины, красоты, добродетели и чистого неба.
Зелёная часть полотнища дополняет символику флага и означает достаток, процветание, стабильность.

## См. также

Флаги муниципальных образований Шатурского района
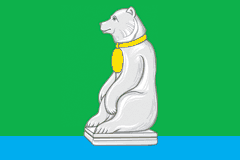
Городское поселение Мишеронский
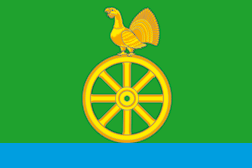
Городское поселение Черусти
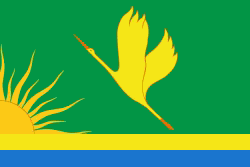
Городское поселение Шатура
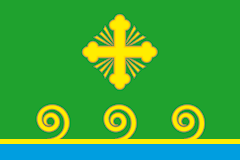
Сельское поселение Дмитровское
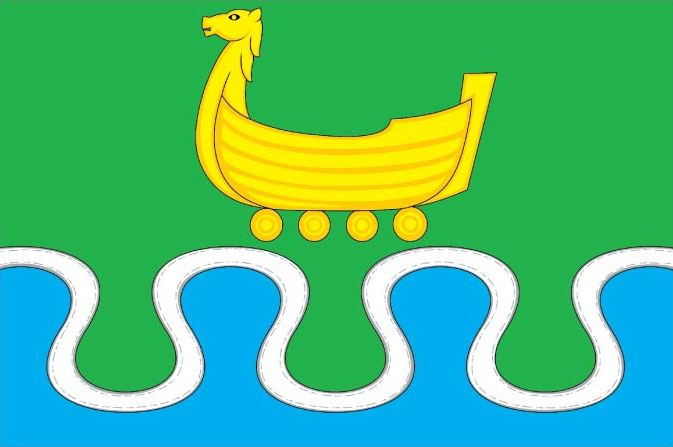
Сельское поселение Кривандинское
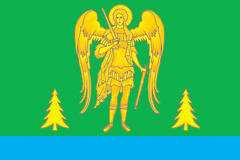
Сельское поселение Пышлицкое
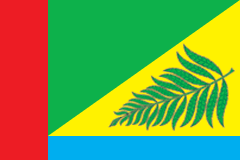
Сельское поселение Радовицкое